# 浮蚕科
浮蠶科（學名：Tomopteridae；新拉丁語，由希臘語字根 tomo 「切口」跟 pteris 「翅膀」或「魚鰭」）為海洋浮游的多毛綱生物的一個科。

## 分類
本科現時有4屬，分別為：
- Briaraea Quoy & Gaimard, 1827
- Enapteris Rosa, 1908
- Escholtzia Quatrefages, 1866
- 浮蚕属 Tomopteris Eschscholtz, 1825[3]）